# Bahar (Rapperin)
Bahar Henschel (* 3. Juni 1984 im Iran) ist eine ehemalige deutsche Rapperin iranischer Herkunft.

## Leben
Bahar kam im Iran zur Welt. Aufgrund des damals andauernden Golfkrieges flüchtete ihre Familie jedoch nach Deutschland. Sie verbrachten einige Monate in einer Asylbewerberunterkunft, ehe sie nach Berlin-Kreuzberg zogen, wo Bahar hauptsächlich aufwuchs. Bahar beendete ihre Schule 2000 mit dem Realschulabschluss. Anschließend begann sie eine Ausbildung als Erzieherin, die sie 2004 erfolgreich beendete.
Im selben Jahr begann Bahar zu rappen. Sie lernte über den Kontakt mit ihrem Produzenten Yanek die Rapper Kid Kobra und Taichi kennen. So entstand in Zusammenarbeit mit Kobra der Song Wie ein Feuer, der kurz darauf auf dessen Mixtape Deutschland ist krank veröffentlicht wurde. Wegen dieser Zusammenarbeit interessierte sich Kobras Label 5 vor 12 Records für Bahar. Mit Kid Kobra nahm sie einige Songs für ein geplantes Kollaborationsalbum auf. Dieses erschien jedoch nie, da Bahar kurz darauf einen Vertrag bei Bushidos Label ersguterjunge unterschrieb. In dieser Zeit hatte sie drei Features auf Chakuzas Mixtape Suchen & Zerstören, D-Bos Album Seelenblut und auf Saads Debütalbum Das Leben ist Saad. Sie verließ das Label ein Jahr später wieder, ohne einen Tonträger über ersguterjunge veröffentlicht zu haben. Die Veröffentlichung ihres Debütalbums Geburtstag platzte damit. Als Grund für den Abschied nannte sie fehlende Perspektiven. In der Folge war sie auf einigen Veröffentlichungen von Taichi, MOK, Kid Kobra oder Sinan vertreten.
Im September 2008 fiel Bahar durch die Aktion Save Bahar auf. In dieser bat die Rapperin um Spenden, um ihr fertiges Album zu veröffentlichen. In diesem Rahmen veröffentlichte sie einige Videobotschaften. Diese Aktion sorgte innerhalb der Rap-Szene für einige Kritik. So erwähnten die beiden German-Dream-Rapper Farid Bang und Summer Cem den Aufruf negativ.
Am 1. April 2010 veröffentlichte sie ihr Debütalbum Borderline über das Label Carlos Entertainment. Als einzige Gastsängerin ist Emine Bahar auf dem Album vertreten. Kurz zuvor erschien die digitale Single Hey, zu welcher auch ein Musikvideo gedreht wurde.
2019 zeichnete sich Bahar unter anderem als Autorin des Liedes Vielleicht (Gestört aber geil feat. Adel Tawil) aus. Das Stück erschien am 2. Februar 2019 als Single und platzierte sich auf Position 38 der offiziellen deutschen Singlecharts.

## Diskografie
Alben
- 2008: Save Bahar
- 2010: Borderline
- 2014: ANTIGEN

Singles
- 2010: Hey

Autorenbeteiligungen
- 2019: Vielleicht (Gestört aber geil feat. Adel Tawil)[7]

Freetracks
- 2006: Sag meinen Namen
- 2006: Niemand dankbar
- 2006: Dis is Bahar
- 2007: Was auch immer[10]
- 2008: Reich mir deine Hand
- 2008: Diamant
- 2009: Letzter Atemzug[11]
- 2013: Pina Colada[12]
- 2014: Wenn alle Stricke reißen